# ヨーガ・スートラ
『ヨーガ・スートラ』（瑜伽経〔ゆがきょう〕とも）は、正統バラモン教（インド哲学）一派で、ヨーガの修行による解脱を説くヨーガ学派（ヨガ哲学）の教典。様々な素材、群小教典をまとめたものだといわれる。パタンジャリによって編纂されたと言われるが、彼についてはっきりしたことは分からない。現在の形に編纂されたのは、4-5世紀頃と考えられている。
アーサナ中心の動的ヨーガの要素はないが、現代の体操的・動的なヨーガの世界でも、基本経典として紹介されることが少なくない。

## 概要
たんにヨーガ学派の聖典というだけでなく、6世紀前後までのヨーガがまとめられた集大成になっている。「ヨーガとは心の働きの止滅（ニローダ）である」という定義から始まる（ニローダは仏教特有の用語でもある）。ヨーガ学派の世界観・哲学はサーンキヤ学派（数論）に多くを拠っており、合わせて「サーンキヤ・ヨーガ」学派とも呼ばれるが、サーンキヤ学派は徹底的な二元論であり、一方ヨーガ学派は自在神（最高神）イーシュヴァラの存在を認め、独自の理論を展開した。
三昧に至るまでの具体的方法として、苦行（必ずしも荒行や難行のみではない）、スヴァディアーヤ（読誦と研究）、イーシュヴァラ・プラニダーナ（自在神祈念、念神）という3つの方向性を示し、これらをまとめてクリヤーヨーガ（行為のヨーガと呼ぶ。クリヤー・ヨーガを具体的に述べたのが、八支のヨーガ（ヨーガの八部門）と呼ばれるものである。また、三昧の階梯、関連する思想が述べられる。三昧に関する部分に仏教の影響が色濃くみられる。
古代インドでは、この世や人間を苦とする見方は主流ではなかったが、ヨーガ学派や仏教は、人間の存在を苦とみて、ヨーガによって生ずる智慧によってそこから離脱することを目指した。ヨーガ学派の悟りの状態とはプルシャ（純粋精神、神我）とプラクリティ（根本物質、自性）という世界を構成する二つの原理の関係が断たれ、別々になって安定した状態に戻ることである。両者を混同させる力となる心の動揺をなくすため、ヨーガの実修が必要とされる。

## 構成

### 内訳
4章195節からなる。
- 第1章（51節） - 三昧の章
- 第2章（55節） - 達成の手段（実修）の章
- 第3章（55節） - 超自然（自在）の章
- 第4章（34節） - 独存の章

### テキストの成立年代
第1章の前半と第4章以外は、おそらく400 - 450年頃に編纂されたと推定されている。4章は大乗仏教の瑜伽行唯識派（ヨーガチャーラ）の用語を用いて同派を批判する内容があるため、520 - 600年頃の成立であるという説がある。佐保田鶴治は、紀元前1世紀 - 2世紀から紀元後の5世紀頃に間にできたいくつかの論文を、5世紀頃にまとめたものだとしている。その構成に関して研究者の見解は一致していないが、ハウエル、佐保田鶴治は成立順を次のように推定している。
1. 2章28-4章1節 - ヨーガアンガ（ヨーガの部門）・テキスト
2. 1章23-51節 - イーシュヴァラ・プラニダーナ（自在神祈念）・テキスト
3. 2章1-27節 - クリヤーヨーガ（行事ヨーガ）・テキスト
4. 4章2-34節 - ニルマーナチッタ（転変心）・テキスト
5. 1章１-22節 - ニローダ（止滅）・テキスト[9]

### 構造
佐保田鶴治の分類をベースに保坂俊司が解説したもの。
| テキスト名                           | 内容目次 | 解説                                                                                           |
| ------------------------------------ | --- | ---------------------------------------------------------------------------------------------- |
| ニローダ・テキスト                   | 1.ヨーガ・スートラの大序 2.ヨーガの定義 - 仏教用語の使用 3.真我 4.心の働き 5.修習と離欲 6.有想三昧 7.無想三昧 8.熱心さの強度と成功 | 仏教との共通性が多い                                                                           |
| イーシュヴァラプラニダーナ・テキスト | 9.自在神への祈念 10.三昧に対する障碍 11.心の散動状態を対治する法 12.心の清澄を得る法 13.定の定義 14.有尋定 15.無尋定 16.有伺定と無伺定 17.有種子三昧 18.無伺定三昧の極致と真智の発現 19.無種子三昧 | 13-19は仏教の影響によりできた                                                                  |
| クリヤーヨーガ・テキスト             | 20.行事ヨーガ 21.煩悩 22.煩悩の除去 23.業 24.一切皆苦 25.除去すべきもの 26.見るものと見られるもの 27.除去 - 解脱 28.弁別智 |                                                                                                |
| ヨーガアンガ・テキスト               | 29.ヨーガの八部門 30.禁戒と勧戒 31. 戒行実践の成果 32.坐法 33.調息 34.制感 35.凝念 36.静慮 37.三昧 38.綜制 39.心の転変の種々 40.転変の機構 41.綜制から生ずる超自然的能力 42.離欲（ヴィショーカ）という名の霊能 43.至上離欲 44.救世主（ターラカ）と呼ばれる智 45.真我独存の境地 - 解脱 46.超自然的能力の習得法の種々 | 29-38はヨーガ修習法の心理学的説法 40-46は心理学的部分                                          |
| ニルマーナチッタ・テキスト           | 48.業と潜在印象 49.転変の存在論的構造 50.客観と主観の二元性 51.心と真我の関係 52.真智の発現から解脱へ | サーンキヤ（数論）。主に心の形而上学的問題を扱い、仏教、特に瑜伽行唯識派への反論がされている。 |

## 内容

### ヨーガアンガ
アンガは部分・要素を意味し、ヨーガアンガ・テキストは、ヨーガをいくつかに分けて解説した章というほどの意味で、本書では8つの部分に分けられている。ヨーガの八部門は、アシュターンガ・ヨーガとも呼ばれる（八支ヨーガ、アシュタ＝8）。現代の動的なアシュターンガ・ヴィニヤーサ・ヨーガ（通称アシュターンガ・ヨーガ）とは異なる。
1. ヤマ：制戒 - 不殺生・真実語・不盗・不淫・無所有の五戒を守る。これを遵守しても特別なヨーガの状態になるわけではないが、心身が浄化される。[10]
2. ニヤマ：内制 - 心身を浄め、満足を知り、苦行を実践し、経典を唱え、イーシュヴァラ（自在神）を祈念するという五項目の実践により、心身から日常的なもの、行為の残滓、残り香をすべて取り除く。[10]
3. アーサナ：座法 - ヨーガの実践のために安定した快適な座り方を実践する。姿勢を保つ努力が必要なくなると完全と言える。[10]
4. プラーナーヤーマ：調息 - 通常呼吸は外界の影響を受けて不規則になるため、呼吸を制御・調整して可能な限りゆっくり行い、最終的に息をしているのかわからない状態にする。これによりプラーナ（生命エネルギー）の流れのよどみがなくなり、明晰さを得る。[10]
5. プラティアハーラ：制感 - 外界の支配から感覚を引き離し、対象と感覚を切り離す。通常はものを五感で捉えているが、プラティアハーラで五感が心に従い心と一体となることで、心の本質において直接そのものを把握するようになる。ここまでが瞑想の準備段階に当たる。[11]
6. ダーラナー：凝念 - 心を凝固させ、不動にし、思いを外界の一点に集中させる。これにより他のものが心に侵入できない状態になる。ダーラナー以降の3段階は一連のもので、質的にはっきりした区別はない。[11]
7. ディヤーナ：静慮 - ダーラナーで一点に集中した思いの固定を時間的に十二倍に引き延ばす。知覚や認識は対象から引き離され、思いは拡張・伸長して、ヨーガ行者の全人格的思惟が対象本来の実在性・有性に直接触れるようになる。[11]「禅」はディヤーナの転訛語の音写。
8. サマーディ：三昧 - 前2段階の結果として、思いが一種の停止状態に入り、思う側と思われる側という対立する関係を離れ、心は対象そのものになる。ヨーガ行者は生との関係、時間の支配も離れ、永遠の現在を生きる者となる。この解放された状態を「アーナンダ（喜悦）」という。[11]

### 有想三昧・無想三昧
有想三昧（サンプラジュニャータ・サマーディ）・無想三昧（アサンプラジュニャータ・サマーディ）という三昧に関する教説で、心の諸作用を「止滅させる想念」を修習する、またはイーシュヴァラ・プラニダーナ（自在神祈念、念神）によって、自意識などの想念がまだ残っている有想三昧から、想念はなくなったが未だ潜在印象の残る無想三昧へと進む。『ヨーガ・スートラ』では無想三昧が最も存在感を持って語られており、中心的位置づけとなっていると思われる。

### 有種子三昧・無種子三昧
有種子三昧（サビージャ・サマーディ）・無種子三昧（ニルビージャ・サマーディ）という三昧に関する教説で、心の境位（心の状態）が詳細に説明されている。煩悩を作る原因がまだ残っている有種子三昧（さらに4段階に分かれる）から、対象がすべてが消え去った無種子三昧へと進む。有種子三昧の段階を上り詰めると三昧知（直感知）が生じ、これからも潜在印象が生じるが、すでに煩悩が消滅しているため、心の作用が生じることはなく、これが無種子三昧であり真の解脱であるとされる。

### シッディ
シッディとは、ヨガの高度な修行によって得られる超自然的な能力を指す。『ヨガ・スートラ』第3章「ヴィブーティ・パーダ」では、サンヤマ（ダーラナー、ディヤーナ、サマーディ）を行うことで、以下のようなシッディが得られるとされている：
- トリカール・ジュナーナ（Trikala Jñāna）：過去・現在・未来を知る能力（3章16節）
- チット・パリヤーヤ（Citta Pariyaya）：他者の心を読む能力（3章19節）
- ヴィシディ・サンヴェーダナ（Viśuddhi Saṁvedana）：体を透明化する能力（3章21節）
- カーマルーパ（Kāmarūpa）：意のままに姿を変える能力（3章21節）
- アローカ・ドリシュティ（Aloka Dṛṣṭi）：遠隔視・透視の能力（3章38節）
- ブーラグマン（Bhū-Laghimā）：重力を克服し、空中を歩く能力（3章39節）
- マハーバラ（Mahābala）：超人的な力を得る能力（3章45節）
- サルヴァ・ジュナーナ（Sarva Jñāna）：無限の知識を得る能力（3章49節）

ただし、シッディはヨガの最終目的ではなく、『ヨガ・スートラ』3章37節では「シッディはサマーディへの障害」とされており、修行者はこれらの能力に執着せず、解脱を目指すべきであるとされている。

## 歴史
紀元後4-5世紀頃に編纂された『ヨーガ・スートラ』は、その成立を紀元後3世紀以前に遡らせることは、文献学的な証拠から困難であるという。『ヨーガ・スートラ』の思想は、仏教思想からも多大な影響や刺激を受けている。
19世紀にイギリス領インド帝国が成立すると、イギリスの支配下で西欧の影響を受けたインド人知識人たちは、インドには蔑視の対象でない、価値ある伝統的な英知があることを西欧に示そうと活動し、こうしたヒンドゥー教改革運動、ネオ・ヒンドゥイズムの潮流の中で、西洋の知的伝統によって六派哲学の有効性を確立しようとした。19世紀半ばの時点で、インドの伝統的なヨーガの実践と『ヨーガ・スートラ』の体系のつながりはなくなっていたが、『ヨーガ・スートラ』は「六派哲学」のひとつとして、西欧を意識して純粋理論の要素を強調する形で翻訳された。インドの文化ナショナリズムと絡む形で、オリエンタリズムとインドの教育システムの中で地位を高め、ヨーガの古典と考えられるようになり（対して密教的なハタ・ヨーガは古典の価値に逆らうもの、または価値のないものとみなされた）、大学でもテキストとして用いられ、大学で学んだヴィヴェーカーナンダらネオ・ヒンドゥイズムの活動家に影響を与えたと考えられている。『ヨーガ・スートラ』はヨーロッパ人研究者の知見に影響を受けながら、20世紀になって英語圏のヨーガ実践者たちによって、また、ヴィヴェーカーナンダや神智学協会のヘレナ・P・ブラヴァツキーなどの近代ヨーガの推進者たちによって、「基本教典」としての権威を与えられていった。
純粋理論の要素ではなく実践的要素が強くなったのは、1890年の神智学協会の援助によるドゥヴィヴェディの訳からである。ヴィヴェーカーナンダは、近代ヒンドゥー思想と19世紀の科学からメスメリズムまで様々な西洋の概念を混ぜて実践的な『ラージャ・ヨーガ』を構築したが、シングルトンによると、その際に当時アメリカで広く普及していた神智学協会のウィリアム・Q・ジャッジによる大衆向けの『ヨーガ・スートラ』の訳が用いられた。『ラージャ・ヨーガ』における『ヨーガ・スートラ』の解釈はそれまでより実践的であり、プラーナ（呼吸）とプラーナーヤーマ（調息）に関してハタ・ヨーガの生理学的要素が加えられた。ヨーガを実践しプラーナを制御することで「ほとんど全能、ほとんど全知」になることが可能であると主張されており、当時のアメリカで霊的な高みに上るための身心技法として人気を博した。
『ヨーガ・スートラ』はヨーガの古典、基本経典として重視されるようになり、現代のヨーガへの理解に大きな影響を与えている。

## 批評
国内外のヨーガ研究者や実践者のなかには、この『ヨーガ・スートラ』をヨーガの「基本教典」であるとするものがあるが、ヨーガの歴史を研究したマーク・シングルトンは、このような理解に注意を促している。『ヨーガ・スートラ』は当時数多くあった修行書のひとつに過ぎないのであって、かならずしもヨーガに関する「唯一」の「聖典」のような種類のものではないからである。佐保田鶴治は、サーンキヤ・ヨーガの思想を伝えるためのテキストや教典は、同じ時期に多くの支派の師家の手で作られており、そのなかでたまたま今日に伝えられているのが『ヨーガ・スートラ』であると述べている。

## 影響

### イスラーム世界
『インド誌』（1030年）を著したアブー・ライハーン・ビールーニーによってはじめてイスラーム系言語に翻訳された。この書はあまり広く読まれなかったが、16世紀にアブル・ファズルがインド哲学諸派の解説で、忠実・簡潔に紹介し、同時代のヨーガ実践者たちの思弁と実践的に肉体と魂の鍛錬法はイスラームの知識人や修道者の関心を集め、14～17世紀の著名なスーフィー文人に帰せられる修道論や雑録などにまぎれこんだ。18～19世紀のインド・ムスリムによるスーフィー文献にも色濃い影響を与えた。

## 日本語訳
- 佐保田鶴治『ヨーガ根本教典』平河出版社、1973年。ISBN 4-89203-019-8。
- 佐保田鶴治『解説ヨーガ・スートラ』平河出版社、1983年。ISBN 4-89203-031-7。
- スワミ・サッチダーナンダ『インテグラル・ヨーガ (パタンジャリのヨーガ・スートラ)』伊藤久子・訳、めるくまーる、1989年。ISBN 978-4-8397-0045-4。
- 向井田みお『やさしく学ぶYOGA哲学　ヨーガスートラ』アンダーザライト、2015年。ISBN 978-4-904980-12-5。
- 伊藤武『図説 ヨーガ・スートラ』出帆新社、2016年。ISBN 978-4-86103-108-3。